# Соната для фортепіано № 3 (Моцарт)
Соната для фортепіано № 3 В. А. Моцарта, KV 281, Сі-бемоль мажор написана 1774 року.
Складається з трьох частин:
1. Allegro
2. Andante amoroso
3. Rondo (allegro)

Соната триває близько 14 хвилин.